# Radiophonie (expression)
Pour les articles homonymes, voir Radiophonie.
Radiophonie ou expression radiophonique désigne la manière dont on fait usage de la radiodiffusion comme moyen d'expression. L'expression regroupe donc l'ensemble des moyens langagiers, des codes sonores, des techniques propres à la radio.
Dans une acception plus limitée, « radiophonie » et « expression radiophonique » peuvent désigner la création radiophonique. L'auteur de documentaires radiophoniques Yann Paranthoën préférait le terme « expression » à celui de « création » et militait pour que soit reconnue la radio en tant que moyen d'expression à part entière.
D'un point de vue historique, parmi les nombreux inventeurs de la radiodiffusion, c'est peut-être le Canadien Reginald Fessenden qui fut de plus celui de la radiophonie. Le 24 décembre 1906, il réalisa la première émission radio de voix et de musique : on l'entendit réciter des extraits de la Bible, jouer « Sainte Nuit » au violon et souhaiter à tous un joyeux Noël.

## Langage radiophonique
À la radio, l'usage de la voix est traditionnellement prépondérant et possède une importance fondamentale. Cependant, l'expression radiophonique intègre la voix autant pour le sens qu'elle véhicule, que pour sa sonorité et l'impression ou l'émotion qu'elle provoque. En synthèse, le langage radiophonique est l'articulation de voix, musique et autres sons (la frontière entre ses catégories étant parfois floue), par succession ou surimpression. Il fait appel tantôt à l'écriture (commentaire, voix-off, montage), tantôt à l'improvisation (due aux conditions de direct par exemple).
Le philosophe Bruno Guiganti nomme « radiotopie » l'ensemble des éléments sonores qui caractérisent une station de radio. On peut citer comme exemples quelques éléments ou codes de l'expression radiophonique :
- l'espace neutre du studio
- la voix nue, la voix-off
- l'adresse directe de l'animateur à l'auditeur
- l'insert téléphonique (dialogue avec un correspondant à distance, un auditeur, etc.)
- l'habillage sonore : indicatifs (jingles), génériques, virgules, top horaires, etc.
- le tapis musical
- la pause musicale à l'intérieur d'une émission parlée
- les sons du réel
- les bruitages

## Genres de la radio
- journal d'information
- talk show, émission de débat en plateau, émission interactive
- jeu, divertissement
- retransmission sportive
- entretien, magazine
- chronique
- reportage
- documentaire
- fiction, dramatique radio
- création radiophonique

## Techniques de la radio
- enregistrement sonore
- montage
- mixage
- techniques de transmission : radiodiffusion, duplex, transmission par satellite, streaming, baladodiffusion